# IC 451
IC 451 је спирална галаксија у сазвјежђу Жирафа која се налази на листи објеката дубоког неба у Индекс каталогу.
Деклинација објекта је + 74° 28' 48" а ректасцензија 6h 52m 51,8s. Привидна величина (магнитуда) објекта IC 451 износи 13,8 а фотографска магнитуда 14,6. IC 451 је још познат и под ознакама UGC 3550, MCG 12-7-19, CGCG 330-18, PGC 19775.